# Liste de titres québécois de séries télévisées
Cette liste présente des titres québécois de séries télévisées, seulement pour les cas où ceux-ci sont différents à la fois des titres originaux et des titres français.
| Titre français                           | Titre québécois                                 | Titre original                      |
| ---------------------------------------- | ----------------------------------------------- | ----------------------------------- |
| 2 Broke Girls                            | Deux filles fauchées                            | 2 Broke Girls                       |
| 70's Show                                | 70                                              | That's 70's Show                    |
| 10 Things I Hate About You               | Dix choses que je déteste de toi                | 10 Things I Hate About You          |
| American Horror Story                    | Histoire d'horreur                              | American Horror Story               |
| Amour, Gloire et Beauté                  | Top Modèles                                     | The Bold and the Beautiful          |
| Angela's Eyes                            | Les Yeux d'Angela                               | Angela's Eyes                       |
| Ash et Scribbs                           | Meurtre en banlieue                             | Murder in Suburbia                  |
| Awake                                    | Awake : Enquêtes parallèles                     | Awake                               |
| Beautiful People                         | La Clique de Brighton                           | Beautiful People                    |
| Big Love                                 | Mari et Femmes                                  | Big Love                            |
| Body of Proof                            | Dre Hunt : Body of Proof                        | Body of Proof                       |
| Boston Justice                           | Justice à Boston                                | Boston Legal                        |
| The Brady Bunch                          | La Tribu Brady                                  | The Brady Bunch                     |
| Breaking Bad                             | Breaking Bad : Le Chimiste                      | Breaking Bad                        |
| Breakout Kings                           | Libérés sur parole                              | Breakout Kings                      |
| Brothers & Sisters                       | Frères et Sœurs                                 | Brothers and Sisters                |
| Burn Notice                              | Agent Libre                                     | Burn Notice                         |
| Camelot                                  | La Légende de Camelot                           | Camelot                             |
| Chicago Fire                             | Chicago Fire : Caserne 51                       | Chicago Fire                        |
| Cold Case : Affaires classées            | Victimes du passé                               | Cold Case                           |
| Côte Ouest                               | Les Héritiers du rêve                           | Knots Landing                       |
| Covert Affairs                           | Missions secrètes                               | Covert Affairs                      |
| Cracked                                  | Aidan Black                                     | Cracked                             |
| Desperate Housewives                     | Beautés désespérées                             | Desperate Housewives                |
| Destins croisés                          | Seconde chance                                  | Twice in a Lifetime                 |
| Drop Dead Diva                           | Diva de l'au-delà                               | Drop Dead Diva                      |
| Duo de maîtres                           | Edel et Starck                                  | Edel & Starck                       |
| Eleventh Hour                            | Onzième Heure                                   | Eleventh Hour                       |
| The Ex List                              | Bella et ses ex                                 | The Ex List                         |
| Les Experts                              | CSI: Les Experts                                | CSI: Crime Scene Investigation      |
| Les Experts : Manhattan                  | CSI: New York                                   | CSI: NY                             |
| Les Experts : Miami                      | CSI : Miami                                     | CSI: Miami                          |
| Falcon Beach                             | Amitiés d'une saison                            | Falcon Beach                        |
| Falcon Crest                             | Sous le signe du faucon                         | Falcon Crest                        |
| FBI : Duo très spécial                   | FBI : Flic et Escroc                            | White Collar                        |
| FBI : Portés disparus                    | Sans laisser de trace                           | Without a Trace                     |
| First Murder                             | L'Enquête                                       | Murder in the First                 |
| Following                                | Les Disciples                                   | The Following                       |
| Forgotten                                | Les Oubliés                                     | The Forgotten                       |
| Ghost Whisperer                          | Mélinda, entre deux mondes                      | Ghost Whisperer                     |
| The Glades                               | Homicides aux Everglades                        | The Glades                          |
| Go Diego !                               | Diego                                           | Go, Diego, Go!                      |
| The Good Wife                            | Une femme exemplaire                            | The Good Wife                       |
| Gossip Girl                              | Gossip Girl : L'Élite de New York               | Gossip Girl                         |
| Grey's Anatomy                           | Dre Grey : Leçons d'anatomie                    | Grey's Anatomy                      |
| Les Griffin                              | Family Guy                                      | Family Guy                          |
| The Guard : Police maritime              | The Guard : Brigade maritime                    | The Guard                           |
| Hart of Dixie                            | Zoe Hart                                        | Hart of Dixie                       |
| Hawaï police d'État                      | Hawaï 5-0                                       | Hawaii Five-O                       |
| Heroes                                   | Les Héros                                       | Heroes                              |
| L'Homme qui tombe à pic                  | Le Cascadeur                                    | The Fall Guy                        |
| L'Homme qui valait trois milliards       | L'Homme de six millions                         | The Six Million Dollar Man          |
| Super Jaimie                             | La femme bionique                               | The Bionic Woman                    |
| Human Target : La Cible                  | La Cible                                        | Human Target                        |
| Jinny de mes rêves                       | Jinny                                           | I Dream of Jeannie                  |
| Kid vs. Kat                              | Le Diabolique Monsieur Kat                      | Kid vs. Kat                         |
| Last Resort                              | Dernier repaire                                 | Last Resort                         |
| Leverage                                 | Maîtres Arnaqueurs                              | Leverage                            |
| Lie to Me                                | Lie to Me: Crimes et Mensonges                  | Lie to Me                           |
| Life Unexpected                          | Une vie inattendue                              | Life Unexpected                     |
| The Listener                             | Les Pouvoirs de Toby                            | The Listener                        |
| La Loi selon Harry                       | Harry fait sa loi                               | Harry's Law                         |
| Los Angeles, police judiciaire           | La Loi et l'ordre : Los Angeles                 | Law and Order: Los Angeles          |
| Lost Girl                                | Baiser Fatal                                    | Lost Girl                           |
| Lost : Les Disparus                      | Perdus                                          | Lost                                |
| Melrose Place                            | Place Melrose                                   | Melrose Place                       |
| Mentalist                                | Le Mentaliste                                   | The Mentalist                       |
| Mes parrains sont magiques               | Tes désirs sont désordres                       | The Fairly OddParents               |
| La Méthode Becky                         | Votez Becky !                                   | Majority Rules                      |
| Méthode Zoé                              | Simplement Zoé                                  | Wild Card                           |
| MI-5                                     | Secrets d'État                                  | Spooks                              |
| Missing : Disparus sans laisser de trace | Porté disparu                                   | 1-800-Missing                       |
| Modern Family                            | Famille moderne                                 | Modern Family                       |
| NCIS : Enquêtes spéciales                | NCIS                                            | NCIS                                |
| New York, police judiciaire              | La Loi et l'Ordre                               | Law and Order                       |
| New York, section criminelle             | La Loi et l'ordre : New York section criminelle | Law and Order : Criminal Intent     |
| New York, unité spéciale                 | La Loi et l'Ordre : Crimes sexuels              | Law and Order: Special Victims Unit |
| Nick Cutter et les Portes du temps       | Primitif                                        | Primeval                            |
| NYC 22                                   | NY 22                                           | NYC 22                              |
| Numb3rs                                  | La Loi des Nombres                              | Numb3rs                             |
| Once Upon a Time                         | Il était une fois                               | Once Upon a Time                    |
| Person of Interest                       | Personne d'intérêt                              | Person of Interest                  |
| Les Portes du temps : Un nouveau monde   | Primitif : Un nouveau monde                     | Primeval: New World                 |
| Pretty Little Liars                      | Les Menteuses                                   | Pretty Little Liars                 |
| Preuve à l'appui                         | Témoins silencieux                              | Crossing Jordan                     |
| Prime Suspect                            | Suspect No. 1                                   | Prime Suspect                       |
| Prison Break                             | La Grande Évasion                               | Prison Break                        |
| Private Practice                         | Pratique privée                                 | Private Practice                    |
| Raising the Bar : Justice à Manhattan    | Justice à Manhattan                             | Raising the Bar                     |
| Revenge                                  | Vengeance                                       | Revenge                             |
| Rookie Blue                              | Les Recrues de la 15e                           | Rookie Blue                         |
| Royal Pains                              | Traitement royal                                | Royal Pains                         |
| Sanctuary                                | Le Sanctuaire                                   | Sanctuary                           |
| Saving Grace                             | État de Grâce                                   | Saving Grace                        |
| Scandal                                  | Scandale                                        | Scandal                             |
| Shameless                                | Sans regret                                     | Shameless                           |
| Standoff : Les Négociateurs              | Standoff : unité de crise                       | Standoff                            |
| Stargate Atlantis                        | La Porte d'Atlantis                             | Stargate Atlantis                   |
| Stargate SG-1                            | La Porte des étoiles                            | Stargate SG-1                       |
| Stargate Universe                        | La Porte de l'Univers                           | Stargate Universe                   |
| Star Trek                                | Patrouille du Cosmos                            | Star Trek                           |
| Student Bodies                           | Vice versa                                      | Student Bodies                      |
| Suburgatory                              | Vie de banlieue                                 | Suburgatory                         |
| Summerland                               | Summerland : la vie après                       | Summerland                          |
| Super Hero Family                        | Les Surhumains                                  | No Ordinary Family                  |
| Supernatural                             | Surnaturel                                      | Supernatural                        |
| Surface                                  | Surface : menace sous la mer                    | Surface                             |
| Team Galaxy : Le Collège de l'espace     | Galaxie Académie                                | Team Galaxy                         |
| Touch                                    | Touch : Les Liens invisibles                    | Touch                               |
| Tous en slip !                           | Tous en bobettes                                | Almost Naked Animals                |
| Trauma                                   | Trauma : les premiers répondants                | Trauma                              |
| Undercovers                              | UnderCovers : Agents doubles                    | Undercovers                         |
| Unforgettable                            | Mémoire sous enquête                            | Unforgettable                       |
| Ugly Betty                               | Chère Betty                                     | Ugly Betty                          |
| Un tandem de choc                        | Direction : Sud                                 | Due South                           |
| United States of Tara                    | Tara dans tous ses états                        | United States of Tara               |
| US Marshals : Protection de témoins      | Protection de témoins                           | In Plain Sight                      |
| Vampire Diaries                          | Journal d’un vampire                            | The Vampire Diaries                 |
| Les Vies rêvées d'Erica Strange          | Les Vies rêvées d'Érica                         | Being Erica                         |
| Warehouse 13                             | L'Entrepôt 13                                   | Warehouse 13                        |
| The Whole Truth                          | Juste la vérité                                 | The Whole Truth                     |
| Women's Murder Club                      | Affaires de femmes                              | Women's Murder Club                 |